# Type 3 État belge
Le Type 3 des Chemins de fer de l'État belge est un modèle de locomotive à vapeur pour trains de voyageurs de disposition d'essieux hors-type (trois essieux moteurs accouplés et un essieu porteur enchâssé entre les deuxième et troisième essieux moteurs), apparentée aux 031T mises en service en 1874 pour assurer le trafic des voyageurs de banlieue sur lignes à profil difficile.
Ces locomotives-tender à foyer Belpaire de première génération à cylindres intérieurs, reprennent la chaudière et le mécanisme des locomotives pour marchandises type 28 et donneront naissance au type 4 de disposition d'essieux "Prairie" (131T).

## Histoire

### Genèse
Dans les années 1860-1870, le réseau ferroviaire belge se développe avec la création de nouvelles lignes locales et surtout l'ajout de nouveaux arrêts aux lignes existantes, avec une distinction plus claire entre les trains rapides à long parcours et ceux à arrêts fréquents. C'est également à cette époque que sont créés les premiers abonnements, en réponse au nombre croissant d'une nouvelle catégorie de voyageurs, les navetteurs utilisant quotidiennement le train pour se rendre au travail.[réf. nécessaire]
Le matériel affecté à cette dernière catégorie comprenant principalement d'anciennes locomotives d'express reléguées aux omnibus (parfois reconstruites comme locomotives-tender,) ainsi que des machines pour marchandises. Sur les lignes à profil facile des Flandres et de la vallée de la Meuse, des locomotives-tender légères ont été conçues mais n'étaient pas adaptées aux lignes accidentées.
La ligne du Luxembourg (Bruxelles – Namur – Arlon) comprend une desserte suburbaine entre Bruxelles (Quartier Léopold) et Ottignies ainsi que des trains omnibus jusque Namur. Cette ligne comprend de nombreuses rampes de 16 ‰ où le redémarrage des trains s'avère compliqué.
Le 18 mai 1872, une convention est passée entre la Grande compagnie du Luxembourg et le Grand Central Belge, exploitant notamment la ligne de Charleroi à Louvain, recoupant celle de la GCL à Ottignies. En l'échange d'un accord de non-concurrence entre les deux réseaux et de l'interdiction de contribuer à la réalisation et de faciliter la desserte d'un chemin de fer concurrent à la ligne du Luxembourg (entre Athus, Givet et le bassin de Charleroi), la GCL offre au Grand Central le droit de faire circuler des trains de marchandises et de voyageurs sur la section d'Ottignies à Bruxelles. La ligne devant être mise en commun pour le 1er janvier 1874. Cet itinéraire pouvait ainsi servir à la circulation de trains de voyageurs express entre Bruxelles et Charleroi concurrençant ceux de l’État belge et améliorer la desserte omnibus. Cependant, le Grand Luxembourg est finalement racheté par l’État à la fin de l'année 1873.

### Mise au point
À la reprise de la GCL, l'État belge hérite d'une flotte de locomotives à deux essieux moteurs pour trains de voyageurs qui se montrent insuffisantes face à la croissance du trafic. Réclamant de nouvelles locomotives pour le service des marchandises et des voyageurs directs, Alfred Belpaire, ingénieur en chef des Chemins de fer de l'État, met au point trois nouvelles locomotives en partant de la base des locomotives type 28 de 1864. Ces 030 à roues de 1 450 mm conçues pour les trains de marchandises sur lignes de plaine, donnent naissance au types 29 et 2 par simple adaptation du diamètre des roues motrices favorisant soit la vitesse, soit l'adhérence.
Pour le service des trains de banlieue, une version sans tender séparé du type 2 à roues de 1 700 mm est mise au point. Les réserves d'eau et de charbon ajoutant un poids supplémentaire, trop important pour les voies et l'infrastructure de la ligne du Luxembourg limitées à 14 t par essieu, un essieu porteur supplémentaire doit être ajouté au niveau du foyer. L'ingénieur[Qui ?] choisit de disposer cet essieu sans boudin entre deux essieux moteurs pour ne pas augmenter l'empattement total, donnant une disposition hors-type que la plupart des nomenclatures ne parviennent pas à décrire. En raison de l'ajout des roues porteuses, l'empattement est de 4,8 m contre 4 pour les types 2, 28 et 29. Afin de garantir la sécurité des trains lourds dans de fortes rampes, un frein à patin agissant directement sur la voie est disposé entre les deux premiers essieux moteurs ; ce frein est ultérieurement remplacé par des blocs conventionnels (un par essieu moteur). Comme les autres locomotives Belpaire de l'époque, la suspension est assurée par des ressorts à lames disposés par dessus le tablier ; celui de l'essieu porteur étant conjugué par des balanciers avec les ressorts des essieux adjacents.
La chaudière et les cylindres intérieurs sont identiques à ceux des types 2, 28 et 29. Comme pour ces modèles plus répandus ainsi que le type 4, des chaudières de types nouveaux seront installées au fil des ans ; elles se reconnaissent à leur cheminée carrée et à la forme des dômes et sablières. Les locomotives sont pourvues d'un abri rudimentaire qui ne protège pas l'équipage lors des parcours en marche arrière, fréquents en service omnibus. Un abri fermé sur les deux faces sera installé à partir de 1879.
Les dix locomotives de la série, numérotées 808 à 817 sont toutes commandées à la Compagnie belge (Charles Evrard) et livrées en 1874.

### Nomenclature
À cause de sa disposition particulière : deux essieux moteurs, un essieu porteur et un essieu moteur — les trois essieux moteurs étant accouplés via une bielle n'interagissant pas avec l'essieu porteur — cette locomotive demeure hors-type et les systèmes de classification en vigueur ne parviennent pas à décrire fidèlement cet arrangement :
- 4-2-2 selon le système anglo-saxon et 210 avec le système européen (donnant l'impression d'une locomotive à un seul essieu moteur au centre (Single driver) ;
- B2A selon le système UIC, indiquant correctement le nombre d'essieux moteurs, mais pas le fait qu'ils sont couplés.

Une disposition analogue avec un essieu porteur, amovible cette fois-ci, disposé entre les deux derniers essieux accouplés, fut choisie en 1914 par les constructeurs allemands Borsig et Hanomag lors de la construction de locomotives de disposition mogul utilisées en Anatolie et sur le Chemin de fer de Bagdad. Ces roues porteuses arrière étaient démontées lorsque la locomotive circulaient sur des lignes bien construites.

## Utilisation
Affectées initialement aux remises de Bruxelles (Quartier Léopold) et Ottignies, elles remorquent des trains de voyageurs omnibus vers Namur et Bruxelles (ligne 161), des trains aboutissant à Wavre et, après la nationalisation du Grand Central en 1897, vers Charleroi sur l'actuelle ligne 140.
Les qualités de roulement de ces locomotives étant insatisfaisantes (répartition des masses et guidage dans les aiguillage), la 811 est transformée à l'atelier central de Malines en 1878 par adjonction d'un essieu porteur supplémentaire sous l'abri. À l'issue de cette transformation, des essais comparatifs montrent une amélioration de la stabilité lors des parcours cabine en avant. Cette modernisation de la 811, désormais classée dans le type 4, restera sans suite mais d'autres type 3 auront leur chaudière et leur abri modernisés entre 1889 et 1894.
L'essieu porteur arrière sous la réserve de charbon est retenu pour la mise au point du type 4 qui se distingue par un châssis plus long supporté par un essieu porteur radial à l'avant. Les qualités de roulement sont notoirement améliorées, en particulier la vitesse de pointe et la capacité en eau. 90 exemplaires du type 4 seront livrés entre 1878 et 1882. Elles remplaceront à la fois les locomotives du type 3 et des machines plus anciennes sur le service des trains omnibus lourds et assureront aussi des dessertes express.
Ramenée à neuf exemplaires du fait de la conversion de la 811, la série est mutée aux dépôts de Baulers et Tamines. Les locomotives de Baulers assurent des trains vers Luttre et Charleroi tandis que celles de Tamines circulent en direction de Namur et sur les lignes de l'entre-Sambre-et-Meuse. Vers 1900, il ne reste que six exemplaires de la série, regroupés à Tamines. La 812 a été transformée en 1897 en prototype du type 12 à tender séparé pour trains express et deux autres envoyées à la démolition, tout comme la 811 prototype.
Il ne reste que cinq machines au moment de l'invasion de 1914. Deux ont été prises en effectif par l'occupant allemand mais sont perdues lors du conflit. La 817 est le seul exemplaire à l'inventaire au lendemain de la guerre ; elle est radiée en 1923 et ferraillée.
À l'inverse, les locomotives du type 4 qui auront échappé à la destruction seront seulement retirées du service entre 1926 et 1932.